# Valmont (filme)
Valmont é um filme franco-estadunidense de 1989, do gênero drama, dirigido por Milos Forman
Pouco tempo após o inglês Stephen Frears realizar Dangerous Liaisons, versão para o livro de Choderlos de Laclos que ganhou três Óscares, o diretor Milos Forman realizou a sua versão que, por sinal, não foi muito bem recebida pela crítica.

## Elenco
- Colin Firth .... Valmont
- Annette Bening .... Merteuil
- Meg Tilly .... Madame de Tourvel
- Fairuza Balk .... Cecile
- Sian Phillips ... . Madame de Volanges
- Jeffrey Jones .... Gercourt
- Henry Thomas .... Danceny
- Fabia Drake .... Madame de Rosemonde
- T.P. McKenna .... barão
- Isla Blair .... baronesa
- Ian McNeice .... Azolan
- Aleta Mitchell .... Victoire
- Ronald Lacey .... José
- Vincent Schiavelli .... Jean
- Sandrine Dumas .... Martine

## Principais prêmios e indicações
Oscar 1990 (EUA)
- Recebeu uma indicação na categoria de melhor figurino.

BAFTA 1992 (Reino Unido)
- Recebeu uma indicação na categoria de melhor figurino.

Prêmio César 1990 (França)
- Venceu nas categorias de melhor figurino e melhor desenho de produção.
- Indicado na categoria de melhor diretor.